# Herbert Muschamp
Herbert Muschamp (* 28. November 1947 in Philadelphia, Pennsylvania; † 3. Oktober 2007 in New York City) war ein US-amerikanischer Architekturkritiker.

## Leben
Muschamp studierte an der University of Pennsylvania, wechselte nach zwei Jahren in das Studio „The Factory“ von Andy Warhol in New York City. Später studierte er Architektur an der Parsons The New School for Design. Nach einem Aufenthalt an der AA in London kehrte er nach New York zurück und unterrichtete an der „Parsons“. Er war Direktor des Graduate-Programms für Architektur- und Designkritik.
Seit Mitte der 1980er Jahre schrieb er für Publikationen wie die Vogue, House & Garden und das Artforum; 1987 wurde er beim Magazin The New Republic der erste angestellte Architekturkritiker in den USA.
1992 wurde er Nachfolger von Paul Goldberger bei der New York Times. Muschamp wurde der wichtigste Kritiker der US-amerikanischen Architekturwelt. Seine Schriften und Artikel verhalfen Architekten wie Frank Gehry, Rem Koolhaas, Zaha Hadid, Richard Meier und Jean Nouvel sowie jungen Talenten wie Greg Lynn, Lindy Roy, Jesse Reiser und Nanako Umemoto zu weltweiter Bekanntheit und Ansehen. 2004 trat er von seiner Stellung zurück und verlegte sich auf Design-Kolumnen für das Times Style Magazine.
Muschamp starb im Oktober 2007 im Alter von 59 Jahren an den Folgen von Lungenkrebs.

## Schriften
- Herbert Muschamp: File Under Architecture, MIT Press 1975, ISBN 0-262-13110-2
- Herbert Muschamp: Man About Town: Frank Lloyd Wright in New York City, MIT Press 1985, ISBN 0-262-63100-8
- Herbert Muschamp: James Wines – Museum of Modern Art, Frankfurt, Architectural Association Publications 1985, ISBN 0-904503-62-3
- Herbert Muschamp, Mark Perrott: Hope Abandoned: Eastern State Penitentiary, Pennsylvania Prison Society 2000, ISBN 0-9670455-0-9
- Herbert Muschamp, Russell Panczenko, Germano Celant: Richard Artschwager: Public, University of Wisconsin Press 2002, ISBN 0-932900-28-3
- Herbert Muschamp, Martin E. Marty, Edward Rothstein: Visions of Utopia, Oxford University Press 2004, ISBN 0-19-517161-6